# Darklands (videogioco)
Darklands è un videogioco di ruolo prodotto da MicroProse nel 1992 per il sistema operativo DOS.
Il gioco è ambientato nell'Europa medievale del XV secolo e mischia una fedele ricostruzione della storia e degli eventi del medioevo ad elementi soprannaturali come streghe, alchimia, miracoli, creature demoniache e draghi.

## Descrizione
Darklands può essere diviso in due fasi:
- l'esplorazione degli ambienti (città, castelli) attraverso schermate di dialogo e a scelte multiple, dove scegliere come affrontare un dialogo, spostarsi in un altro luogo in città o cosa chiedere. Il tutto arricchito da sfondi artistici.
- Combattimenti in tempo reale con visuale isometrica con possibilità di mettere in pausa: un metodo ripreso anni dopo, per esempio nei giochi della Black Isle Studios da Planescape: Torment alle serie di Baldur's Gate

All'inizio si crea un gruppo che può contare fino a quattro persone e si può scegliere se usare uno o tutti i personaggi precostruiti o creare, anzi addestrarne di nuovi che risulta essere l'opzione migliore.
Siccome è molto difficile che un PG possa eccellere in tutte le discipline, soprattutto all'inizio, per affrontare nel miglior modo possibile in gioco è consigliabile avere un gruppo di quattro personaggi, che si compensano a vicenda

### Creazione del Gruppo
Il procedimento di creazione risulta molto particolareggiato, all'inizio si sceglie nome e sesso, poi le statistiche (forza, resistenza, intelligenza, agilità e percezioni) e la famiglia cioè l'estrazione sociale del nostro personaggio, questa influenzerà le fasi successive della creazione, ora inizia la vera parte di addestramento, si comincia da quando il nostro PG ha 15 anni e si decide il mestiere che farà nei prossimi 5, ogni mestiere scelto determina delle modifiche implicite ed altro che potremmo scegliere, più si va avanti con l'addestramento migliore sarà il personaggio nel campo che abbiamo scelto però diventerà anche più debole man mano che diventa vecchio, quindi si deve cercare un buon equilibrio.

### Nel Gioco
una volta terminata la costruzione di tutti e 4 i PG e formato un gruppo si può cominciare il gioco, si inizia. Il gruppo comincia nella locanda di una città scelta a caso e da qui si comincerà a giocare anzi a vivere il gioco, in Darklands non c'è una trama da seguire, ma solo missioni più o meno grandi, in verità esiste una quest più grande ed articolata i cui indizi ci verranno rilevati col tempo, ma non è obbligatoria né identifica la fine del gioco.
Se si hanno i mezzi e le conoscenze giuste, in Darklands ogni azione che si fa può essere risolta in vari modi, non importa se stiamo cercando di entrare di nascosto da qualche parte o se si stia affrontando un demone.
Ad esempio ogni volta che si voglia entrare in città, viene chiesto il pagamento del dazio d'ingresso, si può provare a convincere il capo delle guardie con le parole, oppure invocare l'aiuto di un santo, usare un pozione alchemica fatta o comprata in precedenza, passare alle maniere forti o ritirarsi a pensare ad un altro piano.

### Elementi caratteristici del gioco
- Alchimia: una volta acquisite i giusti materiali, le formule e le conoscenze sufficienti si può cominciare a fare delle pozioni che ci saranno utili in moltissimi situazioni e durante i combattimenti

- Fama e Reputazione: La maggior parte delle azioni che un gruppo fa' possono influenzare sia la fama globale che la reputazione locale sia in modo positivo che negativo.
  - La Fama indica quanto il gruppo è conosciuto in Europa,
  - La reputazione locale riflette come siamo considerati in una città, se si abbiamo liberato la città dalla minaccia di una banda di banditi (Raubritter Knight) verremo rispettati o ricordati come eroi, nel caso invece si sia ucciso una pattuglia di guardie o un esperimento alchemico mal riuscito abbia raso al suolo la locanda, non aspettatevi molto calore dalla popolazione, una cella invece è più probabile

- Santi: si possono studiare le materi clericali ed imparare le preghiere per invocare l'aiuto dei santi una volta che nel corso del gioco si sia acquisita virtù sufficiente per invocarne l'aiuto, a seconda del Santo che si è invocato l'aiuto che si può ottenere è molto vario, dalla levitazione alla pacificazione di animali, uomini e demoni, naturalmente ogni santo può aiutare solo in particolari situazioni e non è automatico.

- Guadagno: Ci sono 3 modi per ottenere denaro in Darklands necessario per pagare le locanda e viaggi in nave, comprare oggetti (dalle armature ai materiali necessari per fare le pozioni alchemiche ai cavalli) e soprattutto per pagare i maestri che possono aiutare un PG a migliorare la conoscenza in un determinato campo, che sono molto cari.
  - Vendere armi ed armature presi ai banditi
  - completare le missioni: quando ci viene data una missione viene anche stabilita una ricompensa che può essere del denaro, un'arma o armatura pregiata o addirittura una reliquia.
  - Lavorare: quando si è alloggiati in una locanda in città si può decidere di far lavorare i PG che non devono studiare, la paga dipende dalle abilità e conoscenze del PG.

### Caratteristiche Particolari del Gioco
- Non linearità: Come già accennato in Darklands non esiste una trama principale da seguire come succede in giochi tipo Baldur's Gate, ma solo missioni più o meno grandi e complesse, dalla disinfestazione dei magazzini, al recupero di documenti compromettenti fino ad interrompere i sabba delle streghe o mettere fine alla devastazione di un drago, avanzando con il gioco si raccolgono informazioni ed indizi per arrivare alla missione più importante del gioco, legata all'ordine dei Templari, ma anche questa non è obbligatoria ne determina la fine del gioco

- Abilità e componenti del gruppo: In Darklands è quasi obbligatorio avere un gruppo in modo da poter coprire più campi di abilità ed avere più possibilità di risolvere le missioni e le abilità dei singoli membri sono trattate in maniera molto reale. 
Ad esempio se si vuole scalare una parete o un muro si può scegliere di farlo fare singolarmente in questo caso ognuno potrà cadere, farsi male e far fallire la prova a tutto il gruppo, oppure se si ha una corda la si consegna al più agile, che una volta in cima la calerà, permettendo anche ai membri più "statici" di salire, con lo stesso principio se si sta scappando ed uno dei nostri compagni cade nella fuga tutto il gruppo si ferma a proteggerlo.